# Cantone di Mazamet-1
Il Cantone di Mazamet-1 è una divisione amministrativa dell'Arrondissement di Castres.
È stato istituito a seguito della riforma dei cantoni del 2014, che è entrata in vigore con le elezioni dipartimentali del 2015.

## Composizione
Comprende parte della città di Mazamet e i comuni di:
- Aiguefonde
- Aussillon
- Boissezon
- Caucalières
- Lagarrigue
- Noailhac
- Payrin-Augmontel
- Valdurenque